# Équipe de Tunisie de volley-ball en 1958
L'équipe de Tunisie de volley-ball participe en 1958 pour la seconde fois à une compétition continentale. Elle termine 16e au championnat d'Europe organisé à Prague, avec un bilan de deux victoires pour neuf défaites.

## Matchs
| Date               | Lieu   | Adversaire           | Score                             | Durée | Compétition | Meilleur marqueur | Référence |
| 30 août 1958       | Prague | France               | 0-3 (6-15 0-15 5-15)              | -     | CEPT        | -                 |           |
| 31 août 1958       | Prague | Allemagne de l'Est   | 0-3 (3-15 15-17 0-15)             | -     | CEPT        | -                 |           |
| 1er septembre 1958 | Prague | Allemagne de l'Ouest | 3-0 (15-8 15-12 15-6)             | -     | CEPT        | -                 |           |
| 3 septembre 1958   | Prague | Tchécoslovaquie      | 0-3 (2-15 2-15 3-15)              | -     | CEPT        | -                 |           |
| 5 septembre 1958   | Prague | Égypte               | 0-3 (4-15 8-15 10-15)             | -     | CEMdc       | -                 |           |
| 6 septembre 1958   | Prague | Albanie              | 1-3 (15-9 6-15 12-15 11-15)       | -     | CEMdc       | -                 |           |
| 7 septembre 1958   | Prague | Finlande             | 3-2 (13-15 16-18 16-14 15-8 15-4) | -     | CEMdc       | -                 |           |
| 8 septembre 1958   | Prague | Allemagne de l'Est   | 0-3 (9-15 4-15 11-15)             | -     | CEMdc       | -                 |           |
| 9 septembre 1958   | Prague | Pays-Bas             | 1-3 (15-12 5-15 7-15 12-15)       | -     | CEMdc       | -                 |           |
| 10 septembre 1958  | Prague | Italie               | 0-3 (8-15 14-16 13-15)            | -     | CEMdc       | -                 |           |
| 11 septembre 1958  | Prague | Turquie              | 0-3 (6-15 12-15 11-15)            | -     | CEMdc       | -                 |           |

CE : match du championnat d'Europe 1958
PT Premier tour
Mdc Match de classement (9 à 16)

## Effectif
- Maurice Zerah (Racing Club de France)
- Gilbert Zerah (Alliance sportive)
- Gérard Bismuth (Association sportive de l'Ariana)
- Gérard Boublil (Alliance sportive)
- Joer Gallula (Alliance sportive)
- Habib Ben Ezzedine (Étoile sportive goulettoise)
- Max Sitruk (Étoile sportive goulettoise)
- Georges (alias Gugus) Cohen (Étoile sportive goulettoise)
- Moncef Farhat (Étoile sportive goulettoise)
- Chedly Fazaâ (Étoile sportive goulettoise)
- Albert (alias Bébert) Allouche (Alliance sportive)
- Roger Fitoussi (Club sportif des cheminots)

Entraîneur : Ernö Henning